# Деппе, Ханс
Йоханнес Карл Отто Деппе (нем. Johannes Carl Otto Deppe; 12 ноября 1897, Берлин, Германская империя — 23 сентября 1969, Западный Берлин, ФРГ) — немецкий актёр театра и кино, сценарист, кинорежиссёр
 и кинопродюсер.

## Биография
Сын чиновника. Обучался коммерции, также учился в школе актёрского мастерства Макса Рейнхардта. Позднее изучал режиссуру в Вене.
В 1921—1928 годах выступал на сцене берлинского Немецкого театра.
Дебютировал в 1930 году в фильме Л. Пика. К 1945 году снял более 30 фильмов — в основном комедии, мелодрамы, фильмы о любви и родине. В 1960-х годах принимал участие в многочисленных телевизионных постановках.
Как режиссёр поставил 78 фильмов, в качестве актёра участвовал в съёмках 46 кинокартин, автор 4 сценариев, продюсировал 10 фильмов.
В 1955 году на San Sebastián International Film Festival был номинирован на премию «Golden Seashell» в категории «Лучший фильм».

## Избранная фильмография
- 1953 — Когда цветёт белая сирень